# Heinrich Range
Heinrich Gustav Rex Range (* 3. Juni 1829 in Wobbelkow; † 21. Mai 1894 in Greifswald) war ein deutscher Turnpädagoge, der als „Turnvater Pommerns“ bezeichnet wurde und zu den Wegbereitern der Turnlehrerausbildung an deutschen Universitäten gehört.

## Leben
Heinrich Range wurde nach dem Besuch des Lehrerseminars 1852 als Volksschullehrer in Greifswald angestellt. Er gehörte zu den Gründungsmitgliedern des „Greifswalder Turnvereins von 1860“. Nach der Ausbildung zum Turnlehrer an der Berliner „Zentralturnanstalt“ übernahm er ab 1861 den Turnunterricht an allen Greifswalder Elementarschulen. Er setzte sich für den Bau einer Turnhalle ein, die 1862 als erste in Pommern eröffnet wurde. 
Im selben Jahr begann er mit dem Turnunterricht für Jungen am städtischen Gymnasium, 1864 an der Greifswalder Universität. Heinrich Range war der erste festangestellte und für diese Tätigkeit vergütete Turnlehrer an einer preußischen Universität.  
Seine Forderung, eine eigene Turnlehrerbildungsanstalt an der Universität in Greifswald einzurichten, wurde 1866 vom zuständigen Ministerium in Berlin zunächst abgelehnt. Ab 1868 gab Range Anleitungen für die Erteilung des Turnunterrichts und hielt Vorlesungen zur Geschichte des Turnens. Die Prüfungen durften aber weiterhin nur in Berlin und ab 1889 an der Universität Halle abgelegt werden.
1874 wurde unter seiner Beteiligung, zusammen mit Erich Peiper der „Akademische Turnverein Greifswalds“ gegründet. 1887 wurde er offiziell als Universitätsfechtlehrer bezeichnet. 
Anlässlich seines 100. Todestages erhielt die Sportanlage der Universität Greifswald 1994 den Namen „Heinrich-Range-Sportplatz“.